# Dekanat Sztum
Dekanat Sztum – jeden z 21 dekanatów w rzymskokatolickiej diecezji elbląskiej.

## Parafie
W skład dekanatu wchodzi 11 parafii:
- parafia Najświętszego Serca Pana Jezusa – Benowo
- parafia św. Królowej Jadwigi – Czernin
- parafia św. Józefa – Gościszewo
- parafia Chrystusa Króla – Piekło
- parafia św. Michała Archanioła – Postolin
- parafia bł. Michała Kozala – Ryjewo
- parafia Świętej Rodziny – Ryjewo
- parafia św. Szymona i św. Judy Tadeusza – Stary Targ
- parafia św. Katarzyny – Straszewo
- parafia św. Andrzeja Boboli – Sztum
- parafia św. Anny – Sztum

## Sąsiednie dekanaty
Dzierzgoń, Gniew (diec. pelplińska), Kwidzyn – Śródmieście, Kwidzyn – Zatorze, Malbork I, Malbork II, Prabuty